# Store Vildmose

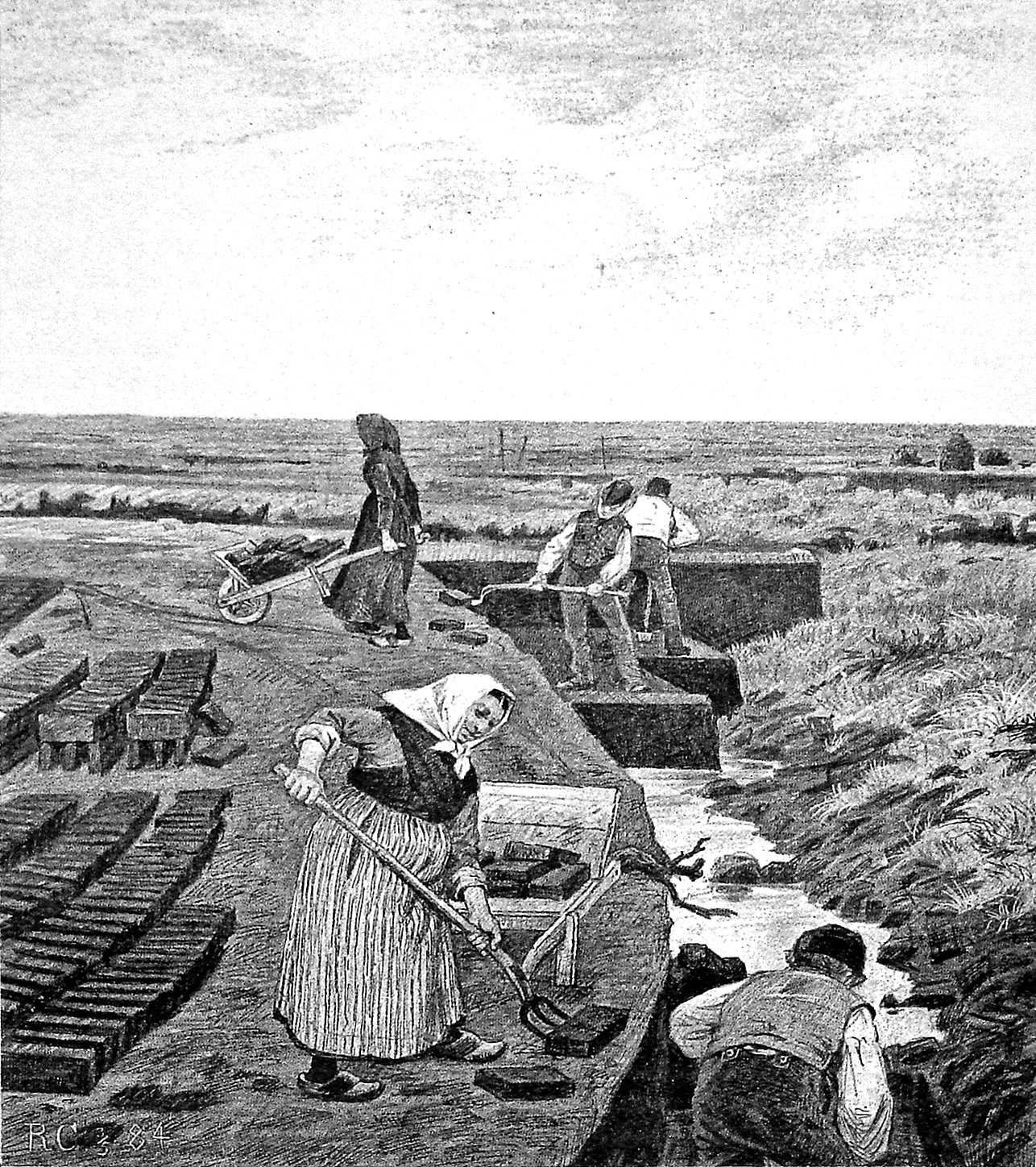
Torvskærning på Vildmosen av Rasmus Christiansen, 1884

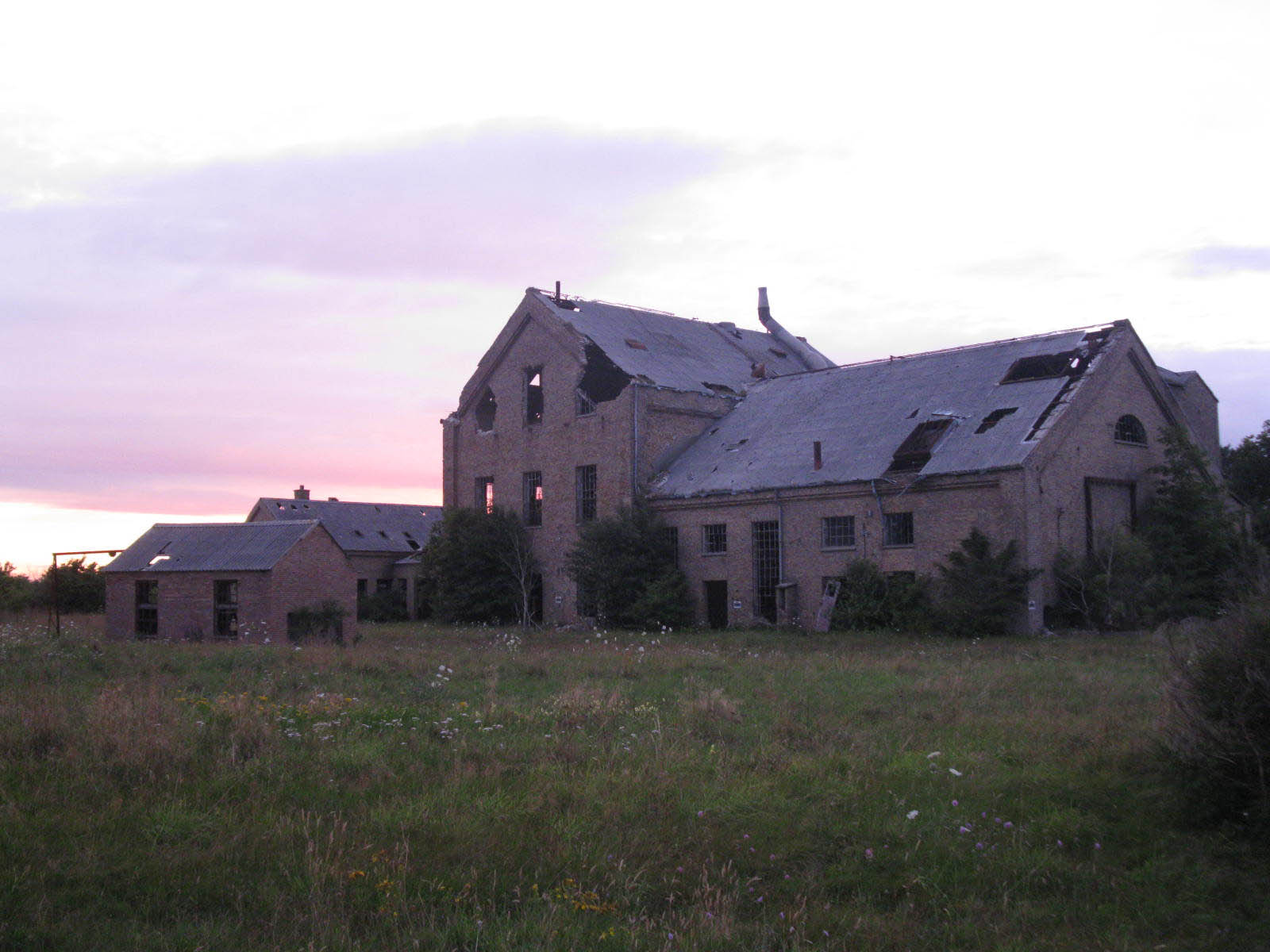
Kås brikettfabrik i Kås, byggd 1925, med högsta produktion under andra världskriget och nedlagd 1966

Store Vildmose är en tidigare stor högmosse i Vendsyssel, i Region Nordjylland, varav endast delar återstår efter utdikningar under 1900-talet. Den ligger mellan och Aabybro, Pandrup och Brønderslev.
Store Vildmose täcker idag en yta på ungefär 6.000 hektar, av vilka 1.895 hektar är skyddade, merparten enligt Europeiska Unionens Habitatdirektiv.. Store Vildmose igår i Natura 2000-nätverket. Mossens dräneringskanaler har sitt utflöde genom Ryå och Lindholm Å till Limfjorden.
Mossen är en av de största sammanhängande arealerna av högmosse i Danmark.
I Brønderslev nordost om mossen ligger det kulturhistoriska Vildmosemuseet (för närvarande (2023) stängt för att återöppnas i ny lokaler om några år).

## Bildandet av mossen
Högmossens torvlager ligger på glaciala och marina avlagringar från den sista delen av kvartären. De äldsta torvlager som har påvisats genom borrning är cirka 7.000 år gamla. Med avbrott, som främst orsakades av havsinträngningar under den postglaciala perioden, fortsatte torvbildningen med varierande intensitet fram till modern tid. 
Under stenåldern var området en stor sjö med partier av moränavlagringar. Senare inträffande en landhöjning. Liksom beträffande Lille Vildmose sydost om Ålborg bildades först en lagun, vilken senare ombildades till en lågmosse och ännu senare till en högmosse. 
Under medeltiden ledde förändrat klimat till mer nederbörd, vilket stimulerade spridning av torvmossa och förvandlade området till en av de största torvmossarna i Europa. Store Vildmose var som störst under 1800-talet , innan dränering och torvtäkter började på allvar. 
Den nuvarande totala tjockleken på torvlagren är på sina ställen nästan fyra meter i den sydvästra delen av mossen, vilket fortfarande till stor del är ursprunglig, men är vanligtvis betydligt tunnare i de övriga delarna av mossen. På vissa håll har torvtäcket mer än halverades, främst på grund av torvuttag, dränering och uttorkning. 

## Exploatering
I århundraden har heden använts av lokala bönder för att skära torv för uppvärmning och buskar för takläggning. På 1800-talet gjordes försök att rensa kanten av mossen. 
År 2021 köpte staten 2.800 hektar i mossens centrala delar, varefter dessa kompletterades med ytterligare uppköp, så att arealen uppgick till 3.700 hektar. Vattenytan sänktes genom dränering, varefter jorden plöjdes och kalk och gödsel tillsattes. Marken såddes med gräs, som kunde sedan först utnyttjas som kreatursbete. År 1935 uppförde staten en stor gård och 1934 byggdes de första tio bondgårdarna gårdarna. Ytterligare 20 gårdar följde 1935. Fram till 1960 anlades sammanlagt 57 nya jordbruk på de skapade jordbruksarealerna. Under andra världskriget skedde också en omfattande brytning av torv från mossen. Allt detta ledde till att enbart en mindre del av den ursprungliga mossen i väster behöll sin prägel av högmosse.
År 1960 anlades 50 kilometer vägar och grävdes 400 kilometer dräneringsdiken, vilka ledde vattnet till Limfjorden via 800 kilometer ledningar.

## Djurarter
På Store Vildmose finns många mindre vanliga arter. På mossen finns hjortron, den köttätande storsileshår och en häckande population av kornknarr.